# پیستولت (نان)

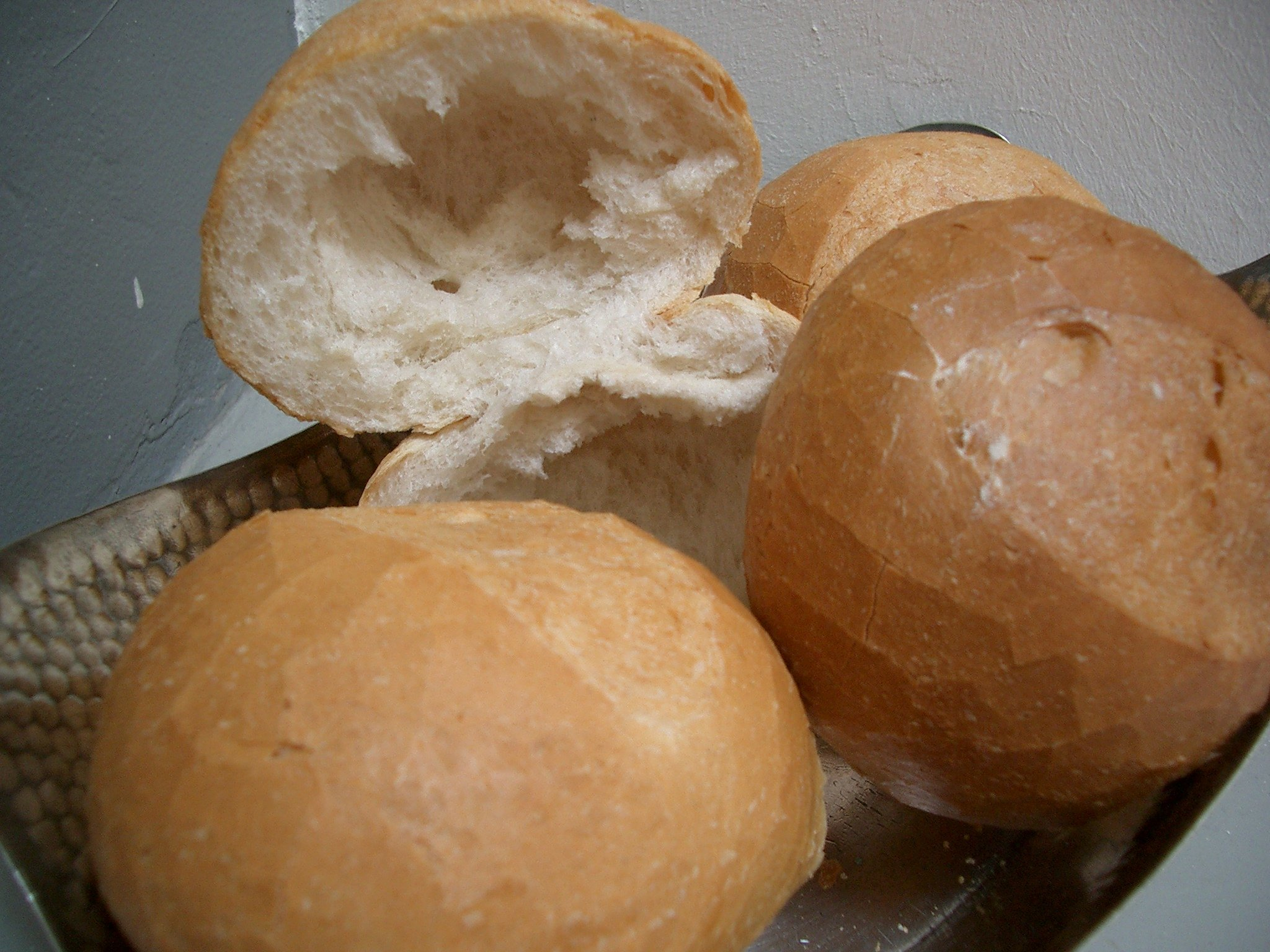
نان پیستولت

پیستولت (به معنای واقعی کلمه "پیستول کوچک") نوعی نان متداول بلژیکی است که از یک رول نان کوچک و گرد تشکیل شده‌است.
پوسته این نان معمولاً سفت و ترد است، در حالی که داخل رول نرم و خمیری است.
برای درست کردن نان پیستولت، خمیر باید ۱۲ ساعت ور بیاید و با یک چوب کوچک در حین کار دستکاری شود. نان باید از داخل نرم، خمیری و لطیف و پوسته آن ترد باشد.